# Blick Champions 2020
Bei den Blick Champions 2020 wurden die besten Sportler in der Schweiz von 2020 am 13. Dezember ausgezeichnet.
Der Blick erstellte die Wahl, da die offizielle Wahl aufgrund der COVID-19-Pandemie in der Schweiz die besten Sportler der letzten 70 Jahre auszeichnete.

## Sportler des Jahres
| Rang                | Sportler       | Sportart         |
| ------------------- | -------------- | ---------------- |
| 1                   | Marc Hirschi   | Strassenradsport |
| 2                   | Beat Feuz      | Ski Alpin        |
| 3                   | Andri Ragettli | Freestyle-Skiing |
| Weitere Nominierte: |                |                  |
| NA                  | Daniel Yule    | Ski Alpin        |
| NA                  | Jason Joseph   | Leichtathletik   |
| NA                  | Jeremy Seewer  | Motocross        |
| NA                  | Mauro Caviezel | Ski Alpin        |
| NA                  | Nico Müller    | DTM              |
| NA                  | Noé Roth       | Freestyle-Skiing |
| NA                  | Stefan Küng    | Strassenradsport |

## Sportlerin des Jahres
| Rang                | Sportlerin       | Sportart         |
| ------------------- | ---------------- | ---------------- |
| 1                   | Corinne Suter    | Ski Alpin        |
| 2                   | Ajla Del Ponte   | Leichtathletik   |
| 3                   | Camille Balanche | Mountainbike     |
| Weitere Nominierte: |                  |                  |
| NA                  | Sarah Höfflin    | Freestyle-Skiing |
| NA                  | Julie Zogg       | Snowboard        |
| NA                  | Lara Gut         | Ski Alpin        |
| NA                  | Marina Gilardoni | Skeleton         |
| NA                  | Lisa Mamié       | Schwimmen        |
| NA                  | Marlen Reusser   | Strassenradsport |
| NA                  | Ramona Forchini  | Mountainbike     |

## BLICK-Sonderpreis
| Rang                | Sportler            | Sportart              |
| ------------------- | ------------------- | --------------------- |
| 1                   | Curdin Orlik        | Schwingen             |
| 2                   | Roger Federer       | Tennis                |
| 3                   | Elise Chabbey       | Strassenradsport      |
| Weitere Nominierte: |                     |                       |
| NA                  | Jasmin Frieden      | Rhythmische Gymnastik |
| NA                  | Iouri Podladtchikov | Snowboard             |

## MVP
| Rang                | Sportler            | Sportart  |
| ------------------- | ------------------- | --------- |
| 1                   | Roman Josi          | Eishockey |
| 2                   | Andy Schmid         | Handball  |
| 3                   | Lia Wälti           | Fussball  |
| Weitere Nominierte: |                     |           |
| NA                  | Fabian Lustenberger | Fussball  |
| NA                  | Remo Freuler        | Fussball  |

## Team
| Rang                | Team                   | Sportart        |
| ------------------- | ---------------------- | --------------- |
| 1                   | Heidrich / Vergé-Dépré | Beachvolleyball |
| 2                   | Ski-Nati               | Ski Alpin       |
| 3                   | BSC Young Boys         | Fussball        |
| Weitere Nominierte: |                        |                 |
| NA                  | ZSC Lions              | Eishockey       |
| NA                  | U21-Nati Männer        | Fussball        |

## Trainer
| Rang                | Trainer            | Sportart         |
| ------------------- | ------------------ | ---------------- |
| 1                   | Tschuor / Stauffer | Ski Alpin        |
| 2                   | Gerardo Seoane     | Fussball         |
| 3                   | Urs Fischer        | Fussball         |
| Weitere Nominierte: |                    |                  |
| NA                  | Rikard Grönborg    | Eishockey        |
| NA                  | Marcello Albasini  | Strassenradsport |

## Newcomer
| Rang                | Newcomer            | Sportart       |
| ------------------- | ------------------- | -------------- |
| 1                   | Simon Ehammer       | Leichtathletik |
| 2                   | Siri Wigger         | Langlauf       |
| 3                   | Dominic Stricker    | Tennis         |
| Weitere Nominierte: |                     |                |
| NA                  | Leonie Küng         | Tennis         |
| NA                  | Amélie Klopfenstein | Ski Alpin      |